# Museo de historia natural de Fort Robinson State Park
Este museo se encuentra en  Fort Robinson Park State, a 5 kilómetros de  localidad de Crawford (Nebraska). Está situado en el edificio del Teatro del ejército en Fort Robinson Park State. El museo fue creado por la Universidad de Nebraska en 1961.

## Colección
El principal atractivo de la exhibición son dos esqueletos de mamuts que quedaron enganchados de sus colmillos mientras peleaban durante la edad de hielo. Los especímenes no se pudieron separar y por lo tanto murieron de inanición hace 10.000 años aproximadamente.
El museo también tiene una  exhibición  permanente paleontólogica realizada por Mark Marcusson. Contiene la reproducción de 18 animales que vivieron en Nebraska hace cuarenta millones de años como el Dinohyus. Marcuson basa sus reproducciones en esqueletos fósiles y estudios de anatomía y locomoción. La exposición contiene una reproducción de un Miohippus realizado por Gregory Brownde.